# Испайсай
Испайсай — горная река (сай) в Бостанлыкском районе Ташкентской области, Республика Узбекистан — левый приток реки Пскем.
Средний расход воды — 2,4 м³/с. Высота устья — 987 м над уровнем моря. Высота истока — 2500 м над уровнем моря. Площадь водосборного бассейна — 73 км².

## Описание
Испайсай стекает с северо-западных склонов Пскемского хребта, течёт преимущественно в северо-западном направлении. В верховьях реки имеются снежные поля, которые не тают круглый год. Около устья Испайсая расположен посёлок Испай, к которому отводится часть воды реки.
Долина узкая и глубокая. В верхнем и среднем течении стены долины скалистые, в нижнем имеются надпойменные террасы. Русло водотока проходит по дну долины, ширина русла 3-4 метра, берегами являются склоны долины. Расход воды типичен для горной реки, наибольший подъём воды наблюдается в марте-апреле, зимой расход воды минимален. Верховья Испайсая охватывают большую площадь. Левые истоки стекают из урочища Сурхат, правые из-под горы Пиёзак. Перевалы Испай, Падар, Абдар и другие ведут в ущелья других притоков рек Пскем и Коксу.
Вследствие высокой влажности, долина и окрестные склоны покрыты зарослями можжевельником, берёзами, горных яблок и грецкого ореха.

## Освоение человеком

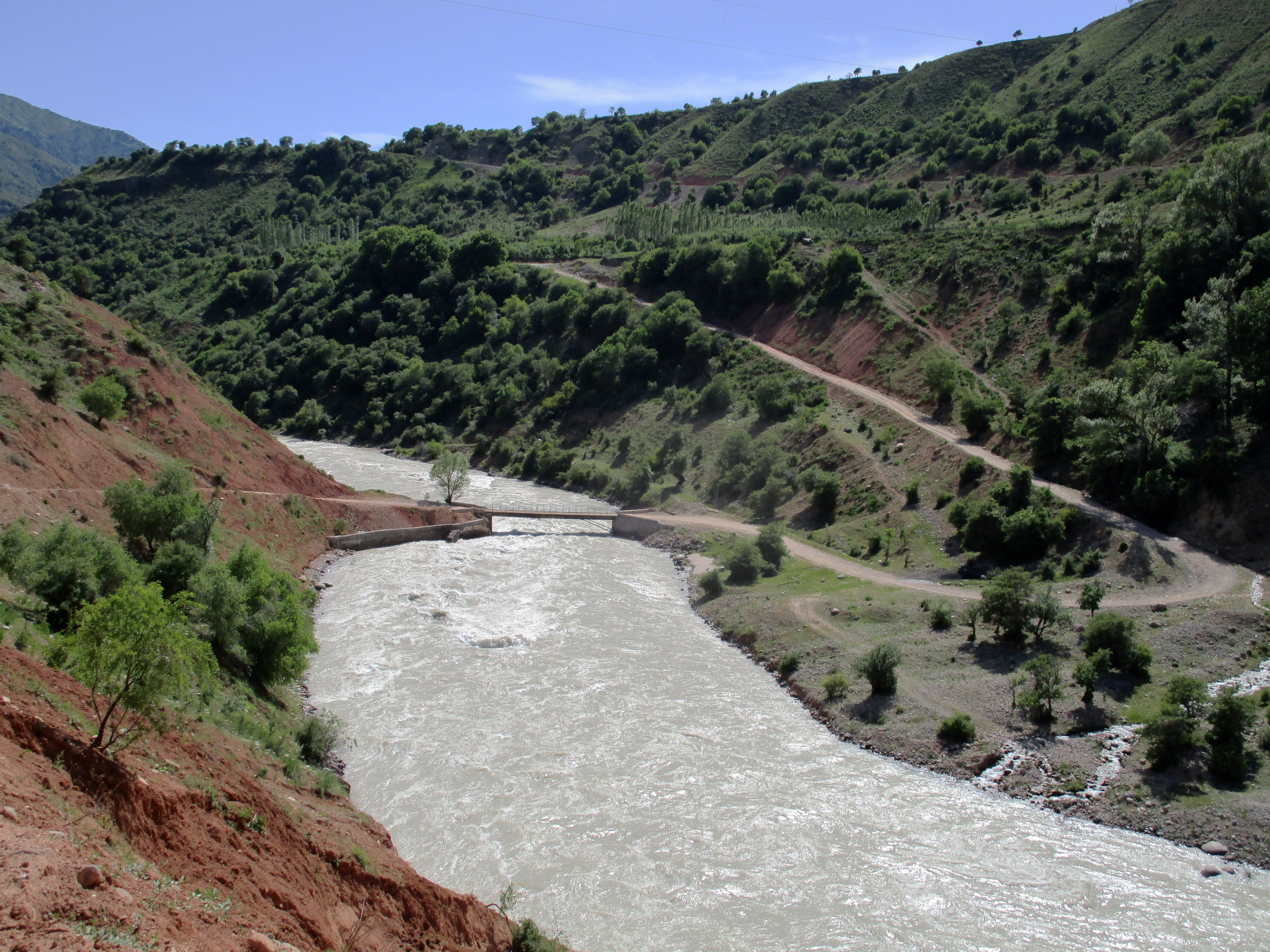
Мост через реку Пскем около посёлка Испай.

Помимо уже упомянутого выше посёлка Испай, долина Испайсая используется для выпаса скота и размещения пасек. Ущелье Испайсая находится на левобережье Пскема, около посёлка Испай, от автодороги 4К795, через реку Пскем перекинут автомобильный мост.
Осенью 2017 года, в окрестностях Испайсая начато строительство ГЭС на реке Пскем, которая будет входить в Чирчик-Бозсуйский каскад ГЭС.

### Туризм
Испайсай располагается в пограничной зоне, что накладывает ограничения на его посещение. Вследствие разветвлённости долины Испайсая, через него проходит ряд туристических маршрутов. Маршруты, которые затрагивают ущелья других рек (Каптаркумуш — приток Пскема, Минджилки и Айрык — притоки Коксу) требуют на преодоление 3-5 дней, а также соответствующего уровня подготовки туристов.
На скальных участках ущелья Испайсая проводились выезды и размещения альпинистских лагерей.